# Grabación directa-a-disco

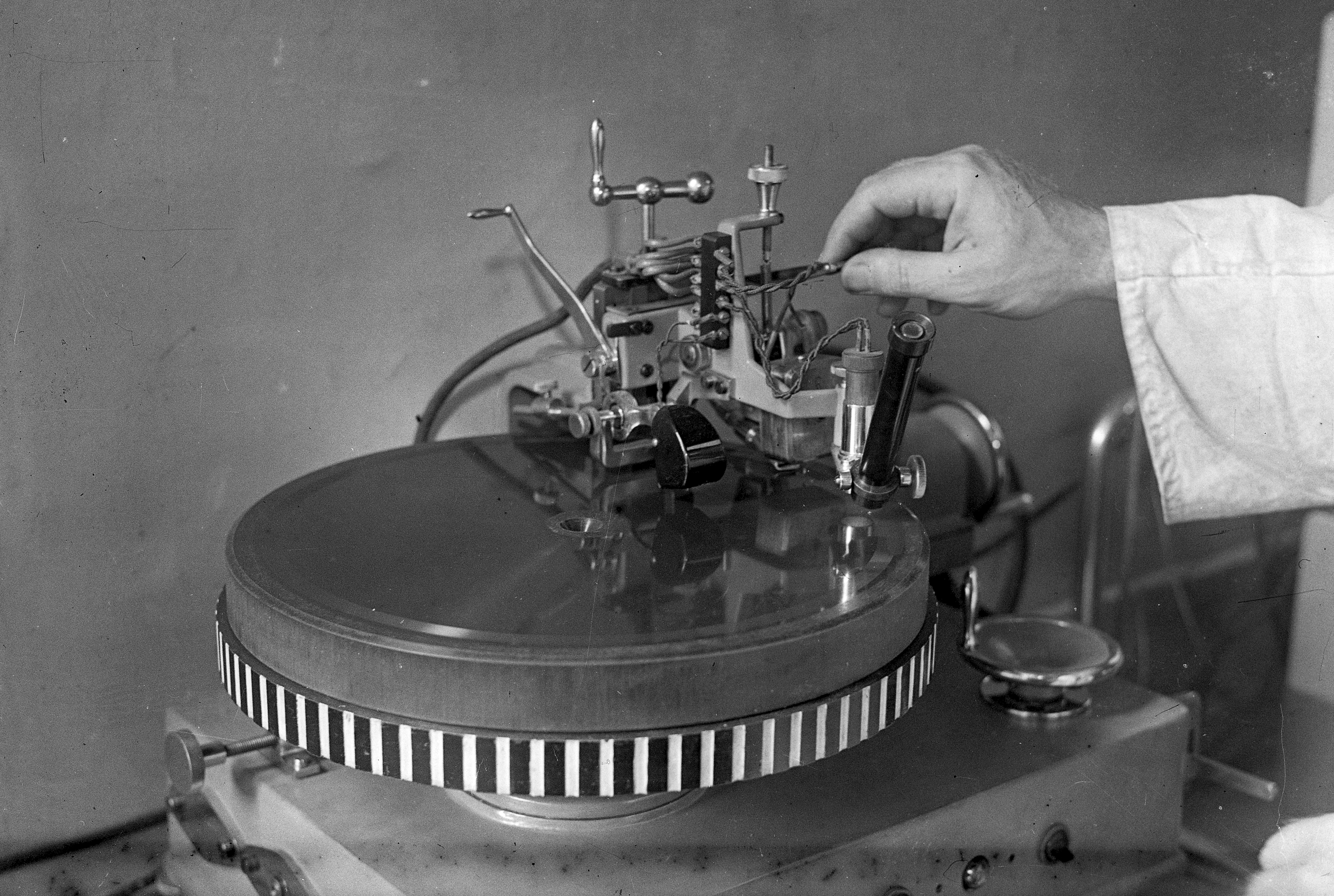
Equipo de grabación fonográfica

La grabación directa-a-disco evita el uso del registro en cinta magnética, grabando el audio directamente en discos maestros analógicos. Con este procedimiento se intentaba mejorar la calidad del sonido finalmente registrado, evitando las pérdidas teóricas ocasionadas por el sucesivo trasvase de la señal sonora entre distintos medios de registro.

## Grabación de sonido analógico profesional
La mayoría de las grabaciones de sonido para discos anteriores a la década de 1950 se hicieron cortando directamente en un disco maestro. La grabación a través de cinta magnética se convirtió en el estándar de la industria en la época de la creación del formato LP en 1948, y estos dos avances tecnológicos a menudo se consideran unidos, aunque los discos de 78 rpm cortados de cintas maestras se siguieron fabricando durante otra década.
A fines de la década de 1970, una pequeña cantidad de álbumes grabados directamente en disco comenzaron a aparecer nuevamente en el mercado y se comercializaron como ediciones para "audiófilos", lo que prometía una calidad de sonido superior en comparación con las grabaciones realizadas con los métodos de grabación en cinta multipista más comunes.
Para hacer una grabación directa en disco, los músicos normalmente tocarían un set "en vivo" de 15 minutos en un estudio de grabación por lado del LP, utilizando equipo de audio profesional. La grabación se realizó sin grabación multipista y sin sobregrabaciones. La actuación fue cuidadosamente diseñada y mezclada en vivo con sonido estereofónico. Durante la interpretación, el cabezal de corte del disco analógico se acopla con la laca maestra de la que se derivan finalmente las dos caras de un disco LP, y no se detiene hasta que se completa todo un lado.
Una grabación directa de este tipo a menudo se grababa simultáneamente en una cinta maestra de dos pistas para su posterior prensado de la manera tradicional. Aunque estas cintas se hicieron a menudo para preservar las grabaciones en caso de que el proceso directo al disco fallara o el disco maestro se dañara antes de que se pudiera materializar el producto final, los álbumes directos-a-disco casi nunca se reeditan como álbumes estándar a partir de másteres de cinta. Una excepción a este uso fue el lanzamiento en LP directo-a-disco de Sheffield Lab de 1976 de Discovered Again! de Dave Grusin, que fue relanzado unos años más tarde como un LP convencional masterizado a partir de las cintas grabadas como respaldo durante las sesiones de grabación del álbum.

## Ventajas
Técnicamente, en principio, la grabación directa en disco da como resultado una grabación más precisa y con menos ruido a través de la eliminación de hasta cuatro ediciones en cintas maestras, sobregrabaciones y mezclas de grabaciones maestras de múltiples pistas. El método evita los problemas inherentes a las cintas de grabación analógicas, como el silbido de la cinta.

## Desventajas
Aunque se conserva la espontaneidad de la interpretación, no es posible sobregrabar ni editar. Se vuelve más desafiante para los músicos, ingenieros y productores, cuyas interpretaciones serán capturadas "con pelos y señales". En el caso de trabajos interrumpidos, se desperdician los caros soportes de laca, que no se pueden volver a utilizar. Según Robert Auld, de la Audio Engineering Society: "Era una forma notoriamente difícil de grabar; los músicos y todos los involucrados tenían que grabar una cara completa del LP sin errores musicales o técnicos graves".
Algunos artistas sostienen que los instrumentos musicales pueden desafinarse: no es posible mantener los instrumentos afinados a lo largo de todo el tiempo que dura la cara de un LP.